# Sommer-Paralympics 2024/Teilnehmer (Ukraine)
| stlisierte Goldmedaille | stlisierte Silbermedaille | stlisierte Bronzemedaille |
| ----------------------- | ------------------------- | ------------------------- |
| 22                      | 28                        | 32                        |

Die Ukraine entsandte 44 Athletinnen und 95 Athleten zu den Paralympischen Sommerspielen 2024 in Paris. Als Fahnenträger bei der Eröffnungsfeier wurden Olena Fedota-Isaiewa und Roman Poljanskyj ausgewählt.

## Medaillen

### Medaillenspiegel
| Rang   | Sportart          | Gold | Silber | Bronze | Gesamt |
| ------ | ----------------- | ---- | ------ | ------ | ------ |
| 1      | Schwimmen         | 8    | 15     | 17     | 40     |
| 2      | Leichtathletik    | 7    | 6      | 5      | 18     |
| 3      | Judo              | 3    | -      | 2      | 5      |
| 4      | Tischtennis       | 1    | 1      | 2      | 4      |
| 5      | Kanu              | 1    | 1      | 1      | 3      |
| 6      | Radsport (Straße) | 1    | -      | 1      | 2      |
| 7      | Rollstuhlfechten  | -    | 1      | 2      | 3      |
| 8      | Powerlifting      | -    | 1      | 1      | 2      |
| 9      | Goalball          | -    | 1      | -      | 1      |
| 9      | Rudern            | -    | 1      | -      | 1      |
| 9      | Radsport (Bahn)   | -    | 1      | -      | 1      |
| 12     | Boccia            | -    | -      | 1      | 1      |
| Gesamt | Gesamt            | 22   | 28     | 32     | 82     |

### Medaillengewinner
| Name/n                                                                                              | Sportart          | Wettkampf                  |
| --------------------------------------------------------------------------------------------------- | ----------------- | -------------------------- |
| Gold                                                                                                |                   |                            |
| Yaroslaw Denysenko                                                                                  | Schwimmen         | 100 m Freistil S12         |
| Oleksandr Komarow                                                                                   | Schwimmen         | 100 m Freistil S5          |
| Denys Ostapchenko                                                                                   | Schwimmen         | 50 m Freistil S3           |
| Mykhajlo Serbin                                                                                     | Schwimmen         | 100 m Rücken S11           |
| Yurij Shenhur                                                                                       | Schwimmen         | 100 m Rücken S7            |
| Andrij Trusow                                                                                       | Schwimmen         | 50 m Freistil S7           |
| Andrij Trusow                                                                                       | Schwimmen         | 50 m Schmetterling S7      |
| Maryna Piddubna Oleksij Wirchenko Anna Stetsenko Yaroslaw Denysenko                                 | Schwimmen         | 4x100 m Freistil 49 Punkte |
| Yulija Shuljar                                                                                      | Leichtathletik    | 400 m T20                  |
| Natalija Kobzar                                                                                     | Leichtathletik    | 400 m T37                  |
| Ihor Zwjetow                                                                                        | Leichtathletik    | 100 m T35                  |
| Ihor Zwjetow                                                                                        | Leichtathletik    | 200 m T35                  |
| Oksana Zubkovska                                                                                    | Leichtathletik    | Weitsprung T12             |
| Marija Pomazan                                                                                      | Leichtathletik    | Kugelstoßen F35            |
| Olksandr Yarovyi                                                                                    | Leichtathletik    | Kugelstoßen F20            |
| Natalija Nikolajtschyk                                                                              | Judo              | Klasse bis 48 kg J1        |
| Anastassija Harnyk                                                                                  | Judo              | Klasse über 70 kg J1       |
| Oleksandr Nasarenko                                                                                 | Judo              | Klasse bis 90 kg J2        |
| Viktor Didukh                                                                                       | Tischtennis       | Einzel C8                  |
| Wladislaw Jepifanow                                                                                 | Kanu              | Einzel C8                  |
| Jehor Dementjew                                                                                     | Radsport (Straße) | Straßenrennen C4-5         |
| Silber                                                                                              |                   |                            |
| Danylo Chufarow                                                                                     | Schwimmen         | 100 m Schmetterling S11    |
| Danylo Chufarow                                                                                     | Schwimmen         | 200 m Lagen SB11           |
| Anton Kol                                                                                           | Schwimmen         | 100 m Rücken S1            |
| Ihor Nimchenko                                                                                      | Schwimmen         | 100 m Schmetterling S10    |
| Denys Ostapchenko                                                                                   | Schwimmen         | 50 m Freistil S3           |
| Denys Ostapchenko                                                                                   | Schwimmen         | 200 m Freistil S3          |
| Andrij Trusow                                                                                       | Schwimmen         | 400 m Freistil S7          |
| Andrij Trusow                                                                                       | Schwimmen         | 100 m Rücken S7            |
| Andrij Trusow                                                                                       | Schwimmen         | 200 m Lagen SM7            |
| Maksym Weraska                                                                                      | Schwimmen         | 100 m Freistil S12         |
| Illia Yaremenko                                                                                     | Schwimmen         | 50 m Freistil S13          |
| Iryna Pojda                                                                                         | Schwimmen         | 100 m Freistil S5          |
| Iryna Pojda                                                                                         | Schwimmen         | 200 m Freistil S5          |
| Anna Stetsowa                                                                                       | Schwimmen         | 100 m Freistil S12         |
| Anna Stetsowa                                                                                       | Schwimmen         | 100 m Rücken S12           |
| Oksana Boturchuk                                                                                    | Leichtathletik    | 100 m T12                  |
| Natalija Kobzar                                                                                     | Leichtathletik    | 200 m T37                  |
| Ljudmyla Danylina                                                                                   | Leichtathletik    | 1500 m T20                 |
| Marija Shapatkivska                                                                                 | Leichtathletik    | Kugelstoßen F46            |
| Volodymyr Ponomarenko                                                                               | Leichtathletik    | Kugelstoßen F12            |
| Vladislav Bilyi                                                                                     | Leichtathletik    | Speerwerfen F38            |
| Maryna Lytowchenko                                                                                  | Tischtennis       | Einzel C6                  |
| Maryna Maschula                                                                                     | Kanu              | KL1 200 m                  |
| Yevhenija Breus Nadija Doloh Natalija Morkvych Olena Fedota-Isaiewa                                 | Rollstuhlfechten  | Degen Mannschaft           |
| Anton Krjukow                                                                                       | Powerlifting      | über 107 kg                |
| Vasyl Olinik Anton Strelchyk Fedir Sydorenko Yevheniy Tsyhanenko Oleksandr Toporkov Rodion Zhyhalin | Goalball          | Mannschaft                 |
| Roman Poljanskyj                                                                                    | Rudern            | PR1 Einer                  |
| Jehor Dementjew                                                                                     | Radsport (Bahn)   | Einerverfolgung C5         |
| Bronze                                                                                              |                   |                            |
| Yewhenji Bohdajko                                                                                   | Schwimmen         | 100 m Brust SB6            |
| Yewhenji Bohdajko                                                                                   | Schwimmen         | 200 m Lagen SM7            |
| Danylo Chufarow                                                                                     | Schwimmen         | 100 m Rücken S11           |
| Danylo Chufarow                                                                                     | Schwimmen         | 100 m Brust SB11           |
| Yaroslaw Denysenko                                                                                  | Schwimmen         | 100 m Rücken S12           |
| Anton Kol                                                                                           | Schwimmen         | 50 m Rücken S1             |
| Oleksandr Komarow                                                                                   | Schwimmen         | 200 m Freistil S5          |
| Ihor Nimchenko                                                                                      | Schwimmen         | 200 m Lagen SM10           |
| Serhij Palamarchuk                                                                                  | Schwimmen         | 200 m Freistil S3          |
| Serhij Palamarchuk                                                                                  | Schwimmen         | 50 m Rücken S3             |
| Danylo Semenychin                                                                                   | Schwimmen         | 100 m Brust SB5            |
| Oleksij Wirchenko                                                                                   | Schwimmen         | 50 m Freistil S13          |
| Anna Hontar                                                                                         | Schwimmen         | 50 m Freistil S6           |
| Anna Hontar                                                                                         | Schwimmen         | 100 m Rücken SB5           |
| Maryna Piddubna                                                                                     | Schwimmen         | 50 m Freistil S11          |
| Anna Stetsowa                                                                                       | Schwimmen         | 400 m Freistil S13         |
| Yaroslaw Semenenko Anna Hontar Olekandr Komarow Iryna Pojda                                         | Schwimmen         | 4x50 m Lagen 20 Punkte     |
| Oksana Boturchuk                                                                                    | Leichtathletik    | 400 m T12                  |
| Zoia Ovsii                                                                                          | Leichtathletik    | Diskuswerfen F53           |
| Oleksandr Lytvynenko                                                                                | Leichtathletik    | Weitsprung T36             |
| Roman Danyljuk                                                                                      | Leichtathletik    | Kugelstoßen F12            |
| Maksym Kowal                                                                                        | Leichtathletik    | Kugelstoßen F20            |
| Anschela Hawrysjuk                                                                                  | Judo              | Klasse bis 57 kg J1        |
| Dawyd Chorawa                                                                                       | Judo              | Klasse bis 60 kg J2        |
| Maksym Nikolenko                                                                                    | Tischtennis       | Einzel C8                  |
| Iryna Shynkarowa Viktor Didukh                                                                      | Tischtennis       | Doppel XD17                |
| Mykola Synjuk                                                                                       | Kanu              | KL2 200 m                  |
| Pawlo Bal                                                                                           | Radsport (Straße) | Straßenrennen H5           |
| Olena Fedota-Isaiewa                                                                                | Rollstuhlfechten  | Degen B                    |
| Olena Fedota-Isaiewa                                                                                | Rollstuhlfechten  | Säbel B                    |
| Yurij Babynets                                                                                      | Powerlifting      | bis 88 kg                  |
| Artem Kolinko                                                                                       | Boccia            | Einzel BC4                 |

## Teilnehmer nach Sportart

### Badminton
| Männer            |            |                |                           |   |   |           |                           |                |                   |               |                  |   |
| Oleksandr Chyrkow | Einzel SL3 | D. Fujihara    | 1:2 (21:19, 16:21, 17:21) | 1 | 3 | —         | —                         | ausgeschieden  | ausgeschieden     | ausgeschieden | ausgeschieden    | 5 |
| Oleksandr Chyrkow | Einzel SL3 | W. Czyz        | 2:0 (21:16, 21:10)        | 1 | 3 | —         | —                         | ausgeschieden  | ausgeschieden     | ausgeschieden | ausgeschieden    | 5 |
| Oleksandr Chyrkow | Einzel SL3 | D. Bethell     | 0:2 (5:21, 5:21)          | 1 | 3 | —         | —                         | ausgeschieden  | ausgeschieden     | ausgeschieden | ausgeschieden    | 5 |
| Frauen            |            |                |                           |   |   |           |                           |                |                   |               |                  |   |
| Oksana Kozyna     | Einzel SL3 | M. G. Joshi    | 2:1 (10:21, 21:15, 23:21) | 1 | 2 | H. Yildiz | 2:1 (14:21, 21:15, 26:24) | Q. I. Syakuroh | 0:2 (13:21, 3:21) | M. E.Bolaji   | 0:2 (21:9, 21:9) | 4 |
| Oksana Kozyna     | Einzel SL3 | Q. I. Syakuroh | 0:2 (5:21, 14:21)         | 1 | 2 | H. Yildiz | 2:1 (14:21, 21:15, 26:24) | Q. I. Syakuroh | 0:2 (13:21, 3:21) | M. E.Bolaji   | 0:2 (21:9, 21:9) | 4 |

### Boccia
| Frauen                         |                  |                                 |      |   |   |                        |               |                |               |               |               |    |
| Natalija Konenko               | Einzel BC4       | N. Mat Salim                    | 6:8  | 1 | 3 | ausgeschieden          | ausgeschieden | ausgeschieden  | ausgeschieden | ausgeschieden | ausgeschieden | 14 |
| Natalija Konenko               | Einzel BC4       | H. Elfar                        | 8:1  | 1 | 3 | ausgeschieden          | ausgeschieden | ausgeschieden  | ausgeschieden | ausgeschieden | ausgeschieden | 14 |
| Natalija Konenko               | Einzel BC4       | A. Levine                       | 3:5  | 1 | 3 | ausgeschieden          | ausgeschieden | ausgeschieden  | ausgeschieden | ausgeschieden | ausgeschieden | 14 |
| Männer                         |                  |                                 |      |   |   |                        |               |                |               |               |               |    |
| Artem Kolinko                  | Einzel BC4       | I. Ciobanu                      | 6:1  | 2 | 2 | Zheng Y.               | 3:2           | E. Chica Chica | 1:3           | D. Komar      | 4:3           |    |
| Artem Kolinko                  | Einzel BC4       | S. McGuire                      | 1:7  | 2 | 2 | Zheng Y.               | 3:2           | E. Chica Chica | 1:3           | D. Komar      | 4:3           |    |
| Artem Kolinko                  | Einzel BC4       | A. Abdul Rahman                 | 4:1  | 2 | 2 | Zheng Y.               | 3:2           | E. Chica Chica | 1:3           | D. Komar      | 4:3           |    |
| Mixed                          |                  |                                 |      |   |   |                        |               |                |               |               |               |    |
| Artem Kolinko Natalija Konenko | Mixed Doppel BC4 | A. Abdul Rahman / N. Mat Salim  | 4:5  | 1 | 2 | I. Ciobanu / A. Levine | 0:6           | ausgeschieden  | ausgeschieden | ausgeschieden | ausgeschieden | 6  |
| Artem Kolinko Natalija Konenko | Mixed Doppel BC4 | E. Chica Chica / L. Chica Chica | 3*:3 | 1 | 2 | I. Ciobanu / A. Levine | 0:6           | ausgeschieden  | ausgeschieden | ausgeschieden | ausgeschieden | 6  |

### Bogenschießen
| Frauen                                        |                      |      |    |                |         |                      |               |               |               |               |               |    |
| Anna-Wiktorija Schewtschenko                  | Recurve Einzel       | 514  | 19 | M. Daza Guzman | 6:2     | S. Demberel          | 2:6           | ausgeschieden | ausgeschieden | ausgeschieden | ausgeschieden | 9  |
| Männer                                        |                      |      |    |                |         |                      |               |               |               |               |               |    |
| Ruslan Zymbaljuk                              | Recurve Einzel       | 604  | 20 | H. Netsiri     | 5:6     | ausgeschieden        | ausgeschieden | ausgeschieden | ausgeschieden | ausgeschieden | ausgeschieden | 17 |
| Wassyl Naumtschuk                             | Recurve Einzel       | 473  | 30 | Kholidin       | Kh. DSQ | Zhao L.              | 0:6           | ausgeschieden | ausgeschieden | ausgeschieden | ausgeschieden | 9  |
| Serhij Atamanenko                             | Compund Einzel       | 678  | 25 | P. van Montagu | 139:140 | ausgeschieden        | ausgeschieden | ausgeschieden | ausgeschieden | ausgeschieden | ausgeschieden | 17 |
| Mixed                                         |                      |      |    |                |         |                      |               |               |               |               |               |    |
| Anna-Wiktorija Schewtschenko Ruslan Zymbaljuk | Recurve Mixed Doppel | 1118 | 20 | —              | —       | M. Eroglu / S. Savas | 3:5           | ausgeschieden | ausgeschieden | ausgeschieden | ausgeschieden | 9  |

### Goalball
|               | Herren                                                                                              |
| ------------- | --------------------------------------------------------------------------------------------------- |
| Athleten      | Vasyl Olinik Anton Strelchyk Fedir Sydorenko Yevheniy Tsyhanenko Oleksandr Toporkov Rodion Zhyhalin |
| Gruppenphase  | Ägypten 6:3 Japan 9:8 Volksrepublik China 1:6                                                       |
| Viertelfinale | Iran 6:3                                                                                            |
| Halbfinale    | Brasilien 6:4                                                                                       |
| Finale        | Japan 3:4                                                                                           |
| Platz         | Silber                                                                                              |

### Judo
| Athleten               | Wettbewerb           | 1. Runde | 1. Runde | 1. Hoffnungsrunde | 1. Hoffnungsrunde | Viertelfinale  | Viertelfinale | 2. Hoffnungsrunde | 2. Hoffnungsrunde | Halbfinale          | Halbfinale | Kampf um Gold/Bronze | Kampf um Gold/Bronze | Rang |
| Athleten               | Wettbewerb           | Gegner   | Ergebnis | Gegner            | Ergebnis          | Gegner         | Ergebnis      | Gegner            | Ergebnis          | Gegner              | Ergebnis   | Gegner               | Ergebnis             | Rang |
| ---------------------- | -------------------- | -------- | -------- | ----------------- | ----------------- | -------------- | ------------- | ----------------- | ----------------- | ------------------- | ---------- | -------------------- | -------------------- | ---- |
| Frauen                 |                      |          |          |                   |                   |                |               |                   |                   |                     |            |                      |                      |      |
| Natalija Nikolajtschyk | Klasse bis 48 kg J1  | —        | —        | —                 | —                 | E. Masourou    | 10:0          | —                 | —                 | R. Silva de Andrade | 10:1       | S. Hangai            | 11:1                 |      |
| Julija Iwanyzka        | Klasse bis 48 kg J2  | —        | —        | —                 | —                 | C. Eke         | 0:1           | Kokila            | 10:0              | —                   | —          | Li L.                | 0:10                 | 5    |
| Anschela Hawrysjuk     | Klasse bis 57 kg J1  | —        | —        | —                 | —                 | A. Tlekkabyl   | 10:0          | —                 | —                 | L. Mutia            | 0:1        | Usbekistan           | 10:0                 |      |
| Anastassija Harnyk     | Klasse über 70 kg J1 | —        | —        | —                 | —                 | F. Ergasheva   | 10:0          | —                 | —                 | C. Garcia           | 10:0       | E. Zoaga             | 10:0                 |      |
| Männer                 |                      |          |          |                   |                   |                |               |                   |                   |                     |            |                      |                      |      |
| Dawyd Chorawa          | Klasse bis 60 kg J2  | —        | —        | —                 | —                 | I. Ouldkouider | 1:10          | J. Herrera        | 10:0              | —                   | —          | Lee M.               | 10:0                 |      |
| Oleksandr Nasarenko    | Klasse bis 90 kg J2  | —        | —        | —                 | —                 | S. Cannizzaro  | 11:0          | —                 | —                 | D. Karomatov        | 10:0       | H. Latchoumanaya     | 1:0                  |      |

### Kanu
| Athleten            | Wettbewerb | Vorlauf     | Vorlauf | Halbfinale  | Halbfinale | A-/B-Finale | A-/B-Finale | Rang |
| Athleten            | Wettbewerb | Zeit        | Rang    | Zeit        | Rang       | Zeit        | Rang        | Rang |
| ------------------- | ---------- | ----------- | ------- | ----------- | ---------- | ----------- | ----------- | ---- |
| Frauen              |            |             |         |             |            |             |             |      |
| Maryna Maschula     | KL1 200 m  | 54,85 s     | 1       | —           | —          | 52,87 s     | 2 (A)       |      |
| Natalija Lahutenko  | VL3 200 m  | 1:02,05 min | 4       | 1:01,54 min | 3          | 1:00,99 min | 7 (A)       | 7    |
| Männer              |            |             |         |             |            |             |             |      |
| Mykola Synjuk       | KL2 200 m  | 44,06 s     | 2       | 44,20 s     | 2          | 42,61 s     | 3 (A)       |      |
| Andrij Krywtschun   | VL2 200 m  | 59,31 s     | 5       | 55,66 s     | 2          | 55,01 s     | 8 (A)       | 8    |
| Wladislaw Jepifanow | VL3 200 m  | 49,25       | 1       | —           | —          | 47,49       | 1 (A)       |      |

### Leichtathletik
Laufen
| Athleten                                 | Wettbewerb | Vorlauf | Vorlauf | Halbfinale | Halbfinale | Finale        | Finale        | Rang |
| Athleten                                 | Wettbewerb | Zeit    | Rang    | Zeit       | Rang       | Zeit          | Rang          | Rang |
| ---------------------------------------- | ---------- | ------- | ------- | ---------- | ---------- | ------------- | ------------- | ---- |
| Frauen                                   |            |         |         |            |            |               |               |      |
| Oksana Boturchuk Guide: Mykyta Barabanow | 100 m T12  | 12,33 s | 2       | 12,36 s    | 2          | 12,17 s       | 2             |      |
| Natalija Kobzar                          | 100 m T37  | 13,55 s | 4       | —          | —          | 13,70         | 6             | 6    |
| Oksana Boturchuk Guide: Mykyta Barabanow | 200 m T12  | 25,44 s | 2       | 25,46 s    | 2          | ausgeschieden | ausgeschieden | ?    |
| Natalija Kobzar                          | 200 m T37  | —       | —       | —          | —          | 27,42         | 2             |      |
| Oksana Boturchuk Guide: Mykyta Barabanov | 400 m T12  | 58,22 s | 1       | 56,30 s    | 2          | 55,67 s       | 3             |      |
| Yulija Shuljar                           | 400 m T20  | 56,49 s | 2       | —          | —          | 55,16 s       | 1             |      |
| Natalija Kobzar                          | 400 m T37  | —       | —       | —          | —          | 1:00,92 min   | 1             |      |
| Ljudmyla Danylina                        | 1500 m T20 | —       | —       | —          | —          | 4:28,40 min   | 2             |      |
| Männer                                   |            |         |         |            |            |               |               |      |
| Iwan Tetjuchin                           | 100 m T35  | —       | —       | —          | —          | 12,07 s       | 6             | 6    |
| Ihor Zwjetow                             | 100 m T35  | —       | —       | —          | —          | 11,43 s       | 1             |      |
| Oleksandr Lytwynenko                     | 100 m T36  | 12,98 s | 5       | —          | —          | ausgeschieden | ausgeschieden | 11   |
| Roman Pawlyk                             | 100 m T36  | 12,88 s | 6       | —          | —          | ausgeschieden | ausgeschieden | 10   |
| Mykola Raiskyj                           | 100 m T37  | 11,75 s | 4       | —          | —          | 11,94 s       | 8             | 8    |
| Wladyslaw Zahrebelnyj                    | 100 m T37  | 11,72   | 4       | —          | —          | 11,84 s       | 7             | 7    |
| Iwan Tetjuchin                           | 200 m T35  | —       | —       | —          | —          | 24,87 s       | 5             | 5    |
| Ihor Zwjetow                             | 200 m T35  | —       | —       | —          | —          | 23,19 s       | 1             |      |
| Mykola Raiskyj                           | 200 m T37  | 23,69 s | 4       | —          | —          | 23,91 s       | 8             | 8    |
| Jaroslaw Okapinski                       | 200 m T37  | 24,20 s | 6       | —          | —          | ausgeschieden | ausgeschieden | 11   |
| Mykola Raiskyj                           | 400 m T37  | 52,53 s | 2       | —          | —          | 51,79 s       | 4             | 4    |
| Jaroslaw Okapinski                       | 400 m T37  | 52,04 s | 2       | —          | —          | 51,99 s       | 6             | 6    |

Springen und Werfen
| Athleten               | Wettbewerb       | Finale     | Finale | Rang |
| Athleten               | Wettbewerb       | Weite      | Rang   | Rang |
| ---------------------- | ---------------- | ---------- | ------ | ---- |
| Frauen                 |                  |            |        |      |
| Oksana Zubkovska       | Weitsprung T12   | 5,78 m     | 1      |      |
| Zoia Ovsii             | Diskuswerfen F53 | 14,17 m    | 3      |      |
| Anastasija Mysnsk      | Kugelstoßen F20  | 12,72 m    | 11     | 11   |
| Svitlana Piven         | Kugelstoßen F20  | 12,25 m    | 12     | 12   |
| Victorija Shapachynska | Kugelstoßen F20  | 13,54 m    | 6      | 6    |
| Marija Pomazan         | Kugelstoßen F35  | 12,75 m    | 1      |      |
| Marija Shapatkivska    | Kugelstoßen F46  | 12,22 m    | 2      |      |
| Männer                 |                  |            |        |      |
| Oleksandr Lytvynenko   | Weitsprung T36   | 5,76 m     | 3      |      |
| Roman Pavlyk           | Weitsprung T36   | 5,59 m     | 7      | 7    |
| Vladyslav Zahrebelnyi  | Weitsprung T37   | 5,96 m     | 6      | 6    |
| Mykola Zhabnyak        | Diskuswurf F37   | 49,25 m    | 7      | 7    |
| Roman Danyljuk         | Kugelstoßen F12  | 16,11 m    | 3      |      |
| Volodymyr Ponomarenko  | Kugelstoßen F12  | 16,12 m    | 2      |      |
| Maksym Kowal           | Kugelstoßen F20  | 16,99 m    | 3      |      |
| Olksandr Yarovyi       | Kugelstoßen F20  | 17,61 m WR | 1      |      |
| Mykola Zhabnyak        | Kugelstoßen F37  | 13,35 m    | 8      | 8    |
| Vladislav Bilyi        | Speerwerfen F38  | 52,86 m    | 2      |      |
| Oleksandr Doroshenko   | Speerwerfen F38  | 51,85 m    | 4      | 4    |
| Roman Novak            | Speerwerfen F64  | 61,04 m    | 5      | 5    |

### Powerlifting
| Frauen              |             |        |        |        |        |     |     |     |     |
| Natalija Olijnik    | über 86 kg  | DNS    | DNS    | DNS    | DNS    | DNS | DNS | DNS | DNS |
| Männer              |             |        |        |        |        |     |     |     |     |
| Kostjantyn Panasjuk | bis 59 kg   | 170 kg | 177 kg | 177 kg | 8      |     |     |     |     |
| Yurij Babynets      | bis 88 kg   | 212 kg | 214 kg | 225 kg | Bronze |     |     |     |     |
| Anton Krjukow       | über 107 kg | 240 kg | 247 kg | 251 kg | Silber |     |     |     |     |

### Radsport

#### Straße
| Athleten        | Wettbewerb          | Zeit         | Rang   |
| --------------- | ------------------- | ------------ | ------ |
| Männer          |                     |              |        |
| Pawlo Bal       | Einzelzeitfahren H5 | 46:44,75 min | 6      |
| Pawlo Bal       | Straßenrennen H5    | 1:37:03 h    | Bronze |
| Jehor Dementjew | Einzelzeitfahren C5 | 37:17,98 min | 6      |
| Jehor Dementjew | Straßenrennen C4-5  | 2:18:59 h    | Gold   |

#### Bahn
| Athleten        | Wettbewerb         | Qualifikation | Qualifikation | Finals        | Finals        | Rang |
| Athleten        | Wettbewerb         | Zeit          | Rang          | Gegner        | Zeit          | Rang |
| --------------- | ------------------ | ------------- | ------------- | ------------- | ------------- | ---- |
| Männer          |                    |               |               |               |               |      |
| Jehor Dementjew | Einerverfolgung C5 | 4:17,456 min  | 2             | D. Foulon     | ?             |      |
| Jehor Dementjew | Zeitfahren C4-5    | 52,908 s      | 16            | ausgeschieden | ausgeschieden | 16   |

### Rollstuhlfechten
| Athleten                                                         | Wettbewerb         | 1. Runde   | 1. Runde | Achtelfinale     | Achtelfinale | 1. Hoffnungsrunde | 1. Hoffnungsrunde | Viertelfinale  | Viertelfinale | 2. Hoffnungsrunde | 2. Hoffnungsrunde | 3. Hoffnungsrunde | 3. Hoffnungsrunde | Halbfinale    | Halbfinale    | 4. Hoffnungsrunde | 4. Hoffnungsrunde | Kampf um Gold/Bronze | Kampf um Gold/Bronze | Rang |
| Athleten                                                         | Wettbewerb         | Gegner     | Erg.     | Gegner           | Erg.         | Gegner            | Erg.              | Gegner         | Erg.          | Gegner            | Erg.              | Gegner            | Erg.              | Gegner        | Erg.          | Gegner            | Erg.              | Gegner               | Erg.                 | Rang |
| ---------------------------------------------------------------- | ------------------ | ---------- | -------- | ---------------- | ------------ | ----------------- | ----------------- | -------------- | ------------- | ----------------- | ----------------- | ----------------- | ----------------- | ------------- | ------------- | ----------------- | ----------------- | -------------------- | -------------------- | ---- |
| Männer                                                           |                    |            |          |                  |              |                   |                   |                |               |                   |                   |                   |                   |               |               |                   |                   |                      |                      |      |
| Andrij Demchuk                                                   | Florett A          | —          | —        | M. Nalewajek     | 12:15        | L. Lemoine        | 15:10             | —              | —             | E. Lambertini     | 10:15             | ausgeschieden     | ausgeschieden     | ausgeschieden | ausgeschieden | ausgeschieden     | ausgeschieden     | ausgeschieden        | ausgeschieden        | 11   |
| Oleg Naumenko                                                    | Florett B          | —          | —        | V. Kingmanaw     | 2:15         | —                 | —                 | —              | —             | I. Guissone       | 15:11             | M. Valet          | 15:5              | —             | —             | D. Serozhenko     | 11:15             | ausgeschieden        | ausgeschieden        | 5    |
| Dmytro Serozhenko                                                | Florett B          | —          | —        | V. Chaves        | 15:9         | —                 | —                 | M. Massa       | 15:13         | —                 | —                 | —                 | —                 | D. Coutya     | 4:15          | O. Naumenko       | 15:11             | Hu D.                | 5:15                 | 4    |
| Artem Manko                                                      | Degen A            | R. Rousell | 15:6     | M. Schmidt       | 15:7         | —                 | —                 | Sun G.         | 7:15          | M. Nalewajek      | 15:7              | O. Watson         | 15:11             | —             | —             | H. Akkaya         | 14:13             | ausgeschieden        | ausgeschieden        | 5    |
| Andrij Demchuk                                                   | Degen A            | —          | —        | E. Lambertini    | 10:15        | Z. Al-Madhkhoori  | 14:15             | ausgeschieden  | ausgeschieden | ausgeschieden     | ausgeschieden     | ausgeschieden     | ausgeschieden     | ausgeschieden | ausgeschieden | ausgeschieden     | ausgeschieden     | ausgeschieden        | ausgeschieden        | 14   |
| Anton Datsko                                                     | Degen B            | —          | —        | M. Massa         | 11:15        | N. Hanssen        | 15:6              | —              | —             | A. Ali            | 15:14             | I. Guissone       | 9:15              | ausgeschieden | ausgeschieden | ausgeschieden     | ausgeschieden     | ausgeschieden        | ausgeschieden        | 7    |
| Oleg Naumenko                                                    | Degen B            | —          | —        | A. Ali           | 8:15         | M. Fujita         | 15:4              | —              | —             | M. Massa          | 15:13             | Hu D.             | 12:15             | ausgeschieden | ausgeschieden | ausgeschieden     | ausgeschieden     | ausgeschieden        | ausgeschieden        | 7    |
| Artem Manko                                                      | Säbel A            | —          | —        | R. Rousell       | 15:7         | —                 | —                 | A. Demchuk     | 15:14         | —                 | —                 | —                 | —                 | P. Gilliver   | 14:15         | E. Giordan        | 8:15              | ausgeschieden        | ausgeschieden        | 5    |
| Andrij Demchuk                                                   | Säbel A            | —          | —        | L. de Oliveira   | 1:15         | —                 | —                 | A. Manko       | 14:15         | L. Lemoine        | 15:9              | M. Rossi          | 15:12             | —             | —             | Tian J.           | 15:9              | E. Giordan           | 7:15                 | 4    |
| Andrij Demchuk Artem Manko Dmytro Serozhenko Oleg Naumenko       | Florett Mannschaft | —          | —        | Irak             | DNS          | —                 | —                 | Italien        | 39:45         | —                 | —                 | —                 | —                 | ausgeschieden | ausgeschieden | ausgeschieden     | ausgeschieden     | ausgeschieden        | ausgeschieden        | 9    |
| Andrij Demchuk Artem Manko Oleg Naumenko                         | Degen Mannschaft   | —          | —        | —                | —            | —                 | —                 | Polen          | 34:45         | —                 | —                 | —                 | —                 | ausgeschieden | ausgeschieden | ausgeschieden     | ausgeschieden     | ausgeschieden        | ausgeschieden        | 9    |
| Frauen                                                           |                    |            |          |                  |              |                   |                   |                |               |                   |                   |                   |                   |               |               |                   |                   |                      |                      |      |
| Natalija Morkvych                                                | Florett A          | —          | —        | L. Trigilia      | 14:15        | J. Taylor         | 15:1              | —              | —             | E. Hajmasi        | 15:10             | B. Vide           | 14:15             | ausgeschieden | ausgeschieden | ausgeschieden     | ausgeschieden     | ausgeschieden        | ausgeschieden        | 7    |
| Nadija Doloh                                                     | Florett B          | —          | —        | E. Geddes        | 15:11        | —                 | —                 | B. Vio Grandes | 2:15          | M. Santos         | 15:8              | Cho E. H.         | 5:15              | ausgeschieden | ausgeschieden | ausgeschieden     | ausgeschieden     | ausgeschieden        | ausgeschieden        | 7    |
| Yevhenija Breus                                                  | Degen A            | —          | —        | Gu H.            | 9:15         | R. Veras          | 15:5              | —              | —             | G. Collis         | 15:7              | A. Thongdaeng     | 15:9              | —             | —             | Gu H.             | 5:15              | ausgeschieden        | ausgeschieden        | 5    |
| O. Fedota-Isaiewa                                                | Degen B            | —          | —        | T. Lowthian      | 15:9         | —                 | —                 | S. Jana        | 6:15          | E. Geddes         | 15:4              | A. Sakurai        | 15:7              | —             | —             | Ao L.             | 15:13             | Tong N. T.           | 15:6                 |      |
| Natalija Morkvych                                                | Säbel A            | R. Morel   | 15:1     | G. Collis        | 15:7         | —                 | —                 | E. Hajmasi     | 14:15         | Kwon H. K.        | 15:8              | A. Veres          | 15:2              | —             | —             | N. Tibilashvili   | 14:15             | ausgeschieden        | ausgeschieden        | 5    |
| Yevhenija Breus                                                  | Säbel A            | —          | —        | A. Veres         | 9:15         | Zou X.            | 15:12             | —              | —             | B. Vide           | 10:15             | ausgeschieden     | ausgeschieden     | ausgeschieden | ausgeschieden | ausgeschieden     | ausgeschieden     | ausgeschieden        | ausgeschieden        | 11   |
| Nadija Doloh                                                     | Säbel B            | —          | —        | O. Fedota-Isiewa | 1:15         | —                 | —                 | —              | —             | B. Mezo           | 6:15              | ausgeschieden     | ausgeschieden     | ausgeschieden | ausgeschieden | ausgeschieden     | ausgeschieden     | ausgeschieden        | ausgeschieden        | 11   |
| O. Fedota-Isaiewa                                                | Säbel B            | —          | —        | N. Doloh         | 15:1         | —                 | —                 | R. Pasquino    | 15:8          | —                 | —                 | —                 | —                 | S. Jana       | 9:15          | B. Mezo           | 15:12             | Ao L.                | 15:3                 |      |
| Yevhenija Breus Nadija Doloh Natalija Morkvych O. Fedota-Isaiewa | Florett Mannschaft | —          | —        | —                | —            | —                 | —                 | Hongkong       | 38:45         | ausgeschieden     | ausgeschieden     | ausgeschieden     | ausgeschieden     | ausgeschieden | ausgeschieden | ausgeschieden     | ausgeschieden     | ausgeschieden        | ausgeschieden        | 5    |
| Yevhenija Breus Nadija Doloh Natalija Morkvych O. Fedota-Isaiewa | Degen Mannschaft   | —          | —        | Italien          | 45:38        | —                 | —                 | Polen          | 45:35         | —                 | —                 | —                 | —                 | Thailand      | 45:42         | —                 | —                 | Volksrepublik China  | 37:45                |      |

### Rudern
| Athleten                        | Wettbewerb | Vorlauf    | Vorlauf | Hoffnungslauf | Hoffnungslauf | Finale     | Finale | Rang   |
| Athleten                        | Wettbewerb | Zeit (min) | Rang    | Zeit (min)    | Rang          | Zeit (min) | Rang   | Rang   |
| ------------------------------- | ---------- | ---------- | ------- | ------------- | ------------- | ---------- | ------ | ------ |
| Männer                          |            |            |         |               |               |            |        |        |
| Roman Poljanskyj                | PR1 Einer  | 9:04,88    | 1       | —             | —             | 9:14,47    | 2      | Silber |
| Frauen                          |            |            |         |               |               |            |        |        |
| Anna Sheremet                   | PR1 Einer  | 10:12,00   | 1       | —             | —             | 10:39,46   | 4      | 4      |
| Mixed                           |            |            |         |               |               |            |        |        |
| Anna Ajsanowa Jaroslaw Kojuda   | PR2 Zweier | 8:43,38    | 3       | 8:30,81       | 2             | 8:43,22    | 4      | 4      |
| Darija Kotyk Stanislaw Saloljuk | PR3 Zweier | ?          | ?       | 7:29,24       | 2             | 7:42,50    | 4      | 4      |

### Schießen
| Athleten            | Wettbewerb                  | Qualifikation   | Qualifikation | Finale          | Finale        | Rang |
| Athleten            | Wettbewerb                  | Ringe/ Scheiben | Rang          | Ringe/ Scheiben | Rang          | Rang |
| ------------------- | --------------------------- | --------------- | ------------- | --------------- | ------------- | ---- |
| Frauen              |                             |                 |               |                 |               |      |
| Iryna Ljakhu        | 10 m Luftpistole SH1        | 552             | 9             | ausgeschieden   | ausgeschieden | 9    |
| Iryna Shchetnik     | 10 m Luftgewehr SH1         | 627,5           | 1             | 205,4           | 4             | 4    |
| Iryna Shchetnik     | 50 m Dreistellungskampf SH1 | 1165            | 4             | 410,6           | 6             | 6    |
| Männer              |                             |                 |               |                 |               |      |
| Oleksii Denysjuk    | 10 m Luftpistole SH1        | 560             | 11            | ausgeschieden   | ausgeschieden | 11   |
| Andrii Doroshenko   | 10 m Luftgewehr SH1         | 618,8           | 7             | 206,4           | 4             | 4    |
| Andrii Doroshenko   | 50 m Dreistellungskampf SH1 | 1159            | 5             | 394             | 8             | 8    |
| Mixed               |                             |                 |               |                 |               |      |
| Iryna Ljakhu        | 25 m Pistole SH1            | 563             | 13            | ausgeschieden   | ausgeschieden | 13   |
| Oleksii Denysjuk    | 25 m Pistole SH1            | 579             | 2             | 13              | 5             | 5    |
| Oleksii Denysjuk    | 50 m Pistole SH1            | 532             | 10            | ausgeschieden   | ausgeschieden | 10   |
| Iryna Shchetnik     | 10 m Luftgewehr liegend SH1 | 636,9           | 3             | 114,9           | 8             | 8    |
| Wasyl Kowalchuk     | 10 m Luftgewehr liegend SH2 | 635,6           | 11            | ausgeschieden   | ausgeschieden | 11   |
| Witalij Plakushchyi | 10 m Luftgewehr liegend SH2 | 632,4           | 21            | ausgeschieden   | ausgeschieden | 21   |
| Witalij Plakushchyi | 10 m Luftgewehr stehend SH2 | 634,9           | 3             | 210,6           | 4             | 4    |
| Andrii Doroshenko   | 50 m Gewehr liegend SH1     | 620,5           | 12            | ausgeschieden   | ausgeschieden | 12   |
| Wasyl Kowalchuk     | 50 m Gewehr liegend SH2     | 626,1           | 2             | 143,1           | 7             | 7    |
| Witalij Plakushchyi | 50 m Gewehr liegend SH2     | 623             | 5             | 121,3           | 8             | 8    |

### Schwimmen
| Athleten | Wettbewerb                 | Vorlauf      | Vorlauf | Finale            | Finale        | Rang   |
| Athleten | Wettbewerb                 | Zeit         | Rang    | Zeit              | Rang          | Rang   |
| --- | -------------------------- | ------------ | ------- | ----------------- | ------------- | ------ |
| Männer |                            |              |         |                   |               |        |
| Yewhenji Bohdajko | 50 m Freistil S7           | 29,02 s      | 5       | 28,63 s           | 6             | 6      |
| Yewhenji Bohdajko | 100 m Rücken S7            | 1:15,13 min  | 7       | 1:13,89 min       | 6             | 6      |
| Yewhenji Bohdajko | 100 m Brust SB6            | 1:23,25 min  | 4       | 1:20,70 min       | 3             | Bronze |
| Yewhenji Bohdajko | 50 m Schmetterling S7      | 30,33 s      | 4       | 30,14 s           | 6             | 6      |
| Yewhenji Bohdajko | 200 m Lagen SM7            | 2:38,47 min  | 4       | 2:33,13 min       | 3             | Bronze |
| Roman Bondarenko | 200 m Freistil S2          | 4:57,09 min  | 8       | 4:56,47 min       | 8             | 8      |
| Roman Bondarenko | 50m Rücken S2              | 1:06,10 min  | 6       | 1:04,94 min       | 6             | 6      |
| Roman Bondarenko | 100m Rücken S2             | 2:19,17 min  | 7       | 2:22,63 min       | 7             | 7      |
| Yurij Boshynskyj | 50 m Freistil S9           | 26,63 s      | 14      | ausgeschieden     | ausgeschieden | 14     |
| Yurij Boshynskyj | 100 m Rücken S9            | 1:08,90 min  | 13      | ausgeschieden     | ausgeschieden | 13     |
| Danylo Chufarow | 50 m Freistil S11          | 26,98 s      | 8       | ?                 | 4             | 4      |
| Danylo Chufarow | 400 m Freistil S11         | —            | —       | 4:36,94 min       | 6             | 6      |
| Danylo Chufarow | 100 m Rücken S11           | 1:08,18 min  | 2       | 1:07,03 min       | 3             | Bronze |
| Danylo Chufarow | 100 m Brust SB11           | 1:15,24 min  | 3       | 1:12,72 min       | 3             | Bronze |
| Danylo Chufarow | 100 m Schmetterling S11    | 1:06,18 min  | 5       | 1:02,86 min       | 2             | Silber |
| Danylo Chufarow | 200 m Lagen SB11           | —            | —       | 2:19,81 min       | 2             | Silber |
| Yaroslaw Denysenko | 100 m Freistil S12         | 53,89 s      | 2       | 53,11 s           | 1             | Gold   |
| Yaroslaw Denysenko | 100 m Rücken S12           | 1:01,72 min  | 3       | 1:01,52 min       | 3             | Bronze |
| Yaroslaw Denysenko | 100 m Schmetterling S12    | 59,77 s      | 7       | 58,31 s           | 5             | 5      |
| Andrij Drapkin | 100 m Brust SB5            | 1:37,74 min  | 6       | DSQ               | DSQ           | 8      |
| Olksij Fedyna | 100 m Brust SB13           | 1:07,04 min  | 6       | 1:07,25 min       | 6             | 6      |
| Kyrylo Garashchenko | 400 m Freistil S13         | 4:13,65 min  | 3       | 4:06,38 min       | 4             | 4      |
| Kyrylo Garashchenko | 200 m Lagen SM13           | 2:15,53 min  | 3       | 2:14,27 min       | 4             | 4      |
| Bohdan Hrynenko | 100 m Rücken S8            | 1:08,84 min  | 6       | 1:07,74 min       | 5             | 5      |
| Serhij Klippert | 100 m Rücken S13           | 1:03,73 min  | 10      | ausgeschieden     | ausgeschieden | 10     |
| Anton Kol | 50 m Rücken S1             | —            | —       | 1:14,44 min       | 3             | Bronze |
| Anton Kol | 100 m Rücken S1            | —            | —       | 2:33,49 min       | 2             | Silber |
| Oleksandr Komarow | 50 m Freistil S5           | 33,21 s      | 4       | 31,79 s           | 4             | 4      |
| Oleksandr Komarow | 100 m Freistil S5          | 1:11,26 min  | 2       | 1:07,77 min PR    | 1             | Gold   |
| Oleksandr Komarow | 200 m Freistil S5          | 2:38,86 min  | 4       | 2:30,13 min       | 3             | Bronze |
| Oleksandr Komarow | 100 m Brust SB5            | 2:05,07 min  | 9       | ausgeschieden     | ausgeschieden | 9      |
| Vasyl Krajnyk | 100 m Rücken S14           | 1:03,02 min  | 13      | ausgeschieden     | ausgeschieden | 13     |
| Vasyl Krajnyk | 100 m Brust SB14           | 1:08,09 min  | 6       | 1:08,61 min       | 8             | 8      |
| Vasyl Krajnyk | 200 m Lagen SM14           | 2:14,48 min  | 7       | 2:13,72 min       | 6             | 6      |
| Roman Mychka | 100 m Rücken S12           | 1:09, 48 min | 11      | ausgeschieden     | ausgeschieden | 11     |
| Roman Mychka | 100 m Brust SB13           | 1:17,05 min  | 16      | ausgeschieden     | ausgeschieden | 16     |
| Ihor Nimchenko | 50 m Freistil S10          | 24,62 s      | 5       | 24,16 s           | 5             | 5      |
| Ihor Nimchenko | 100 m Freistil S10         | 53,89 s      | 5       | 53,06 s           | 6             | 6      |
| Ihor Nimchenko | 100 m Rücken S10           | 1:03,59 min  | 6       | 1:01,62 min       | 5             | 5      |
| Ihor Nimchenko | 100 m Schmetterling S10    | 57,52 s      | 1       | 55,21 s           | 2             | Silber |
| Ihor Nimchenko | 200 m Lagen SM10           | 2:19,54 min  | 7       | 2:13,73 min       | 3             | Bronze |
| Denys Ostapchenko | 50 m Freistil S3           | 46,55 s      | 3       | 45,14 s           | 2             | Silber |
| Denys Ostapchenko | 200 m Freistil S3          | 3:21,28 min  | 2       | 3:19,76 min       | 2             | Silber |
| Denys Ostapchenko | 50 m Rücken S3             | 45,97 s      | 1       | 45,16 s           | 1             | Gold   |
| Serhij Palamarchuk | 50 m Freistil S3           | 45,59 s      | 2       | 46,35 s           | 4             | 4      |
| Serhij Palamarchuk | 200 m Freistil S3          | 3:34,90 min  | 3       | 3:33,04 min       | 3             | Bronze |
| Serhij Palamarchuk | 50 m Rücken S3             | 48,95 s      | 2       | 50,48 s           | 3             | Bronze |
| Yaroslaw Semenenko | 50 m Freistil S5           | 36:21 s      | 11      | ausgeschieden     | ausgeschieden | 11     |
| Yaroslaw Semenenko | 50 m Rücken S5             | 35,24 s      | 4       | 35,52 s           | 5             | 5      |
| Yaroslaw Semenenko | 50 m Schmetterling S5      | 35,55 s      | 7       | 35,81 s           | 6             | 6      |
| Danylo Semenychin | 100 m Brust SB5            | 1:31,29 min  | 2       | 1:30,96 min       | 3             | Bronze |
| Mykhajlo Serbin | 50 m Freistil S11          | 27,88 s      | 12      | ausgeschieden     | ausgeschieden | 12     |
| Mykhajlo Serbin | 400 m Freistil S11         | —            | —       | 4:41,33 min       | 7             | 7      |
| Mykhajlo Serbin | 100 m Rücken S11           | 1:09,77 min  | 4       | 1:05,84 WR        | 1             | Gold   |
| Mykhajlo Serbin | 100 m Schmetterling S11    | 1:12,21 min  | 9       | ausgeschieden     | ausgeschieden | 9      |
| Mykhajlo Serbin | 200 m Lagen SM11           | —            | —       | 2:31,16 min       | 4             | 4      |
| Yurij Shenhur | 50 m Freistil S7           | 28,05 s      | 2       | 28,07 s           | 4             | 4      |
| Yurij Shenhur | 400 m Freistil S7          | 5:19,46 min  | 8       | 5:13,31 min       | 8             | 8      |
| Yurij Shenhur | 100 m Rücken S7            | 1:09,32 min  | 1       | 1:09,51           | 1             | Gold   |
| Yurij Shenhur | 50 m Schmetterling S7      | 33,98 s      | 11      | ausgeschieden     | ausgeschieden | 11     |
| Dmytro Sukhanow | 100 m Rücken S12           | 1:06,12 min  | 10      | ausgeschieden     | ausgeschieden | 10     |
| Andrij Trusow | 50 m Freistil S7           | 27,31 s      | 1       | 26,38 s WR        | 1             | Gold   |
| Andrij Trusow | 400 m Freistil S7          | 5:16,03 min  | 6       | 4:40,17           | 2             | Silber |
| Andrij Trusow | 100 m Rücken S7            | 1:14,60 min  | 4       | 1:10,42 min       | 2             | Silber |
| Andrij Trusow | 100 m Brust SB6            | 1:23,96 min  | 6       | DSQ               | DSQ           | 8      |
| Andrij Trusow | 50 m Schmetterling S7      | 30,33 s      | 4       | 28,75 s           | 1             | Gold   |
| Andrij Trusow | 200 m Lagen SM7            | 2:35,80 min  | 1       | ?                 | 2             | Silber |
| Dmytro Vanzenko | 200 m Freistil S14         | 1:58,11 min  | 6       | 1:54,48 min       | 4             | 4      |
| Dmytro Vanzenko | 100 m Schmetterling S14    | 57,94 s      | 6       | 58,34 s           | 7             | 7      |
| Dmytro Vanzenko | 200 m Lagen SM14           | 2:11,88 min  | 3       | 2:09,86 min       | 4             | 4      |
| Dmytro Wasylenko | 50 m Freistil S9           | 26,12 s      | 8       | 25,73 s           | 6             | 6      |
| Maksym Weraska | 50 m Freistil S13          | 23,80 s      | 2       | 24,00 s           | 4             | 4      |
| Maksym Weraska | 100 m Freistil S12         | 54,08 s      | 3       | 53,64 s           | 2             | Silber |
| Oleksij Wirchenko | 50 m Freistil S13          | 24,00 s      | 3       | 23,85 s           | 3             | Bronze |
| Oleksij Wirchenko | 100 m Rücken S13           | 1:01,09 min  | 5       | 1:01,05 min       | 6             | 6      |
| Oleksij Wirchenko | 100 m Schmetterling S13    | 57,25 s      | 3       | 56,61 s           | 4             | 4      |
| Dmytro Wynohradets | 50 m Rücken S4             | 46,57 s      | 8       | 46,32 s           | 6             | 6      |
| Illia Yaremenko | 50 m Freistil S13          | 24,17 s      | 3       | 23,77 s           | 2             | Silber |
| Illia Yaremenko | 100 m Freistil S12         | 55,55 s      | 8       | 54,63 s           | 7             | 7      |
| Illia Yaremenko | 100 m Schmetterling S12    | 1:10,42 min  | 10      | ausgeschieden     | ausgeschieden | 10     |
| Frauen |                            |              |         |                   |               |        |
| Anna Hontar | 50 m Freistil S6           | 33,70 s      | 3       | 33,01 s           | 3             | Bronze |
| Anna Hontar | 100 m Rücken S6            | 1:25,45 min  | 4       | 1:25,74 min       | 4             | 4      |
| Anna Hontar | 100 m Rücken SB5           | 1:46,32 min  | 3       | 1:44,25 min       | 3             | Bronze |
| Anna Hontar | 50 m Schmetterling S6      | 38,86 s      | 7       | 37,66 s           | 4             | 4      |
| Veronika Korzhowa | 100 m Freistil S7          | 1:15,19 min  | 10      | ausgeschieden     | ausgeschieden | 10     |
| Veronika Korzhowa | 400 m Freistil S7          | 5:51,62 min  | 9       | ausgeschieden     | ausgeschieden | 9      |
| Veronika Korzhowa | 400 m Brust SB6            | —            | —       | 1:39,72 min       | 5             | 5      |
| Veronika Korzhowa | 50 m Schmetterling S7      | 39,91 s      | 12      | ausgeschieden     | ausgeschieden | 12     |
| Veronika Korzhowa | 200 m Lagen SM7            | 3:04,60 min  | 5       | 3:04,43 min       | 5             | 5      |
| Anhelina Maltsewa | 100 m Freistil S3          | 2:34,09 min  | 14      | ausgeschieden     | ausgeschieden | 14     |
| Anhelina Maltsewa | 50 m Rücken S3             | 1:17,78 min  | 12      | ausgeschieden     | ausgeschieden | 12     |
| Maryna Piddubna | 50 m Freistil S11          | 30,51 s      | 4       | 30,30 s           | 3             | Bronze |
| Maryna Piddubna | 100 m Freistil S11         | 1:11,21 min  | 8       | 1:08,59 min       | 5             | 5      |
| Maryna Piddubna | 100 m Rücken S11           | 1:18,31 min  | 4       | 1:18,30 min       | 6             | 6      |
| Maryna Piddubna | 100 m Brust SB11           | 1:38,18 min  | 10      | ausgeschieden     | ausgeschieden | 10     |
| Iryna Pojda | 100 m Freistil S5          | 1:19,94 min  | 2       | 1:17,37 min       | 2             | Silber |
| Iryna Pojda | 200 m Freistil S5          | 2:52,04 min  | 3       | 2:47,16 min       | 2             | Silber |
| Iryna Pojda | 50 m Rücken S5             | 43,81 s      | 4       | 44,29 s           | 8             | 8      |
| Anna Stetsowa | 50 m Freistil S13          | 28,92 s      | 15      | ausgeschieden     | ausgeschieden | 15     |
| Anna Stetsowa | 100 m Freistil S12         | 1:01,82 min  | 3       | 1:00,39 min       | 2             | Silber |
| Anna Stetsowa | 400 m Freistil S13         | 4:44,48 min  | 3       | 4:36,17 min PRS12 | 3             | Bronze |
| Anna Stetsowa | 100 m Rücken S12           | —            | —       | 1:09,43 min       | 2             | Silber |
| Kateryna Tkachuk | 50 m Freistil S11          | 31,18 s      | 9       | ausgeschieden     | ausgeschieden | 9      |
| Kateryna Tkachuk | 100 m Freistil S11         | 1:11,21 min  | 8       | 1:08,49 min       | 5             | 5      |
| Kateryna Tkachuk | 100 m Rücken S11           | 1:19,71 min  | 6       | 1:20,31 min       | 8             | 8      |
| Kateryna Tkachuk | 100 m Brust SB11           | 1:39,64 min  | 11      | ausgeschieden     | ausgeschieden | 11     |
| Maryna Werbowa | 50 m Rücken S4             | —            | —       | 55,29 s           | 5             | 5      |
| Maryna Werbowa | 50 m Brust SB3             | 1:01,18 min  | 4       | 1:02,41 min       | 4             | 4      |
| Maryna Werbowa | 150 m Lagen SM4            | 3:07,01 min  | 7       | 3:04,70 min       | 7             | 7      |
| Mixed |                            |              |         |                   |               |        |
| Anna Hontar Dmytro Wynohradets Iryna Pojda Olekandr Komarow Denys Ostapchenko (Vorlauf) Yaroslaw Semenenko (Vorlauf) Veronika Korshowa (Vorlauf) | 4x50 m Freistil 20 Punkte  | 2:30,53 min  | 4       | 2:25,63 min       | 4             | 4      |
| Yaroslaw Semenenko Anna Hontar Olekandr Komarow Iryna Pojda Denys Ostapchenko (Vorlauf) Veronika Korshowa (Vorlauf)                              | 4x50 m Lagen 20 Punkte     | 2:43,22 min  | 3       | 2:31,53 min       | 3             | Bronze |
| Maryna Piddubna Oleksij Wirchenko Anna Stetsenko Yaroslaw Denysenko                                                                              | 4x100 m Freistil 49 Punkte | —            | —       | 3:53,84 min       | 1             | Gold   |

### Sitzvolleyball
| Wettbewerb       | Männer |
| ---------------- | --- |
| Athleten         | Anatolij Andrusenko Denys Bytchenko Oleksandr Drapak Ruslan Horyakin Oleksij Kharlamow Yewghenij Korinets Yurij Kowalchuk Dmytro Melnyk Maksym Petrenchuk Andrij Pryshchepa Roman Prychepa Andrij Sikalskyj |
| Trainer          | Pawlo Mykhlyk |
| Gruppenphase     | Iran 0:3 (13:25, 12:25, 18:25) Deutschland 1:3 (14:25, 25:22, 17:25, 18:25) Brasilien 1:3 (17:25, 22:25, 25:22, 20:25)                                                                                      |
| Spiel um Platz 7 | Frankreich 3:0 (25:16, 25:11, 25:18) |
| Rang             | 7. |

### Taekwondo
| Athlet          | Wettbewerb    | Achtelfinale | Achtelfinale | Viertelfinale | Viertelfinale | Halbfinale    | Halbfinale    | Hoffnungsrunde | Hoffnungsrunde | Kampf um Gold/Bronze | Kampf um Gold/Bronze | Rang |
| Athlet          | Wettbewerb    | Gegner       | Ergebnis     | Gegner        | Ergebnis      | Gegner        | Ergebnis      | Gegner         | Ergebnis       | Gegner               | Ergebnis             | Rang |
| --------------- | ------------- | ------------ | ------------ | ------------- | ------------- | ------------- | ------------- | -------------- | -------------- | -------------------- | -------------------- | ---- |
| Frauen          |               |              |              |               |               |               |               |                |                |                      |                      |      |
| Yuliya Lypetska | bis 57 kg K44 | I. Mar       | 3:25         | ausgeschieden | ausgeschieden | ausgeschieden | ausgeschieden | ausgeschieden  | ausgeschieden  | ausgeschieden        | ausgeschieden        | 9    |

### Tischtennis
| Athleten                            | Wettbewerb  | 1. Runde | 1. Runde | Achtelfinale                | Achtelfinale | Viertelfinale            | Viertelfinale | Halbfinale              | Halbfinale    | Finale        | Finale        | Rang   |
| Athleten                            | Wettbewerb  | Gegner   | Erg.     | Gegner                      | Erg.         | Gegner                   | Erg.          | Gegner                  | Erg.          | Gegner        | Erg.          | Rang   |
| ----------------------------------- | ----------- | -------- | -------- | --------------------------- | ------------ | ------------------------ | ------------- | ----------------------- | ------------- | ------------- | ------------- | ------ |
| Frauen                              |             |          |          |                             |              |                          |               |                         |               |               |               |        |
| Maryna Lytowchenko                  | Einzel C6   | —        | —        | —                           | —            | K. Marszal               | 3:0           | C. Ciripan              | 3:0           | N. Al-Dayyeni | 1:3           | Silber |
| Iryna Shynkarowa                    | Einzel C9   | —        | —        | J. Parinos                  | 3:1          | Xiong G.                 | 0:3           | ausgeschieden           | ausgeschieden | ausgeschieden | ausgeschieden | 5      |
| Natalija Kosmina                    | Einzel C11  | —        | —        | —                           | —            | K. Furukawa              | 1:3           | ausgeschieden           | ausgeschieden | ausgeschieden | ausgeschieden | 5      |
| Maryna Lytowchenko Iryna Shynkarowa | Doppel WD20 | —        | —        | —                           | —            | B. Alexandre / D. Rauen  | 0:3           | ausgeschieden           | ausgeschieden | ausgeschieden | ausgeschieden | 5      |
| Männer                              |             |          |          |                             |              |                          |               |                         |               |               |               |        |
| Oleksandr Yezyk                     | Einzel C2   | —        | —        | Park J. Ch.                 | 2:3          | ausgeschieden            | ausgeschieden | ausgeschieden           | ausgeschieden | ausgeschieden | ausgeschieden | 9      |
| Vasyl Petruniw                      | Einzel C3   | —        | —        | T. Schmidberger             | 1:3          | ausgeschieden            | ausgeschieden | ausgeschieden           | ausgeschieden | ausgeschieden | ausgeschieden | 9      |
| Viktor Didukh                       | Einzel C8   | —        | —        | T. Bouvais                  | 3:0          | E. Andersson             | 3:2           | P. Wangphonphathanasiri | 3:1           | Zhao S.       | 3:2           | Gold   |
| Maksym Nikolenko                    | Einzel C8   | —        | —        | A. Diaz                     | 3:0          | C. Berthier              | 3:2           | Zhao S.                 | 2:3           | ausgeschieden | ausgeschieden | Bronze |
| Lev Kats                            | Einzel C9   | —        | —        | L. Stacey                   | 1:3          | ausgeschieden            | ausgeschieden | ausgeschieden           | ausgeschieden | ausgeschieden | ausgeschieden | 9      |
| Iwan Mai                            | Einzel C9   | —        | —        | Tahl Leibovitz              | 3:0          | A. Cepas                 | 0:3           | ausgeschieden           | ausgeschieden | ausgeschieden | ausgeschieden | 5      |
| Vasyl Petruniw Oleksandr Yezyk      | Doppel MD8  | —        | —        | Cao N. / Feng P.            | 0:3          | ausgeschieden            | ausgeschieden | ausgeschieden           | ausgeschieden | ausgeschieden | ausgeschieden | 9      |
| Lev Kats Iwan Mai                   | Doppel MD18 | —        | —        | Liu C. / Zhao Y.            | 0:3          | ausgeschieden            | ausgeschieden | ausgeschieden           | ausgeschieden | ausgeschieden | ausgeschieden | 9      |
| Viktor Didukh Maksym Nikolenko      | Doppel MD18 | —        | —        | L. Devos / M. Ledoux        | 1:3          | ausgeschieden            | ausgeschieden | ausgeschieden           | ausgeschieden | ausgeschieden | ausgeschieden | 9      |
| Mixed                               |             |          |          |                             |              |                          |               |                         |               |               |               |        |
| Maryna Lytowchenko Iwan Mai         | Doppel XD17 | —        | —        | K. Pek / P. Grudzien        | 0:3          | ausgeschieden            | ausgeschieden | ausgeschieden           | ausgeschieden | ausgeschieden | ausgeschieden | 9      |
| Iryna Shynkarowa Viktor Didukh      | Doppel XD17 | —        | —        | T. Kamkasomphou / L. Didier | 3:0          | B. Alexandre / P. Salmin | 3:0           | Mao J. / Zhao S.        | 2:3           | ausgeschieden | ausgeschieden | Bronze |

### Triathlon
| Athleten        | Wettbewerb | Zeit      | Rang |
| --------------- | ---------- | --------- | ---- |
| Frauen          |            |           |      |
| Alisa Kolpakchy | PTS5       | 1:14,30 h | 8    |